# Институт общей генетики имени Н. И. Вавилова РАН
Институ́т о́бщей гене́тики им. Н. И. Вавилова (ИОГен) — учреждение Российской академии наук. Среди научных направлений, развиваемых в институте, — генетика человека, популяционная генетика, изучение структурно-функциональной организации генома, выяснение механизмов регуляции и экспрессии генов, установление генетических принципов селекционной работы. В настоящее время в институте работает 23 научных подразделения (15 лабораторий, 7 научных групп и одна группа при дирекции). У института есть филиал в Санкт-Петербурге, включающий три научные лаборатории.

## История
Институт общей генетики формально был организован в 1966 году, однако он исторически и территориально связан с Институтом генетики АН СССР, который существовал с 1930 по 1965 гг.

### Институт генетики АН СССР
Инициатива по созданию научной структуры, которая стала в дальнейшем Институтом генетики АН СССР, принадлежит профессору Петроградского университета Юрию Александровичу Филипченко. 14 февраля 1921 года  Ю. А. Филипченко выступил на заседании Совета КЕПС — Комитета по естественным производительным силам России — и обосновал необходимость организации Бюро по евгенике в Петрограде, что и было сделано. За время своего существования Бюро было несколько раз переименовано: первый раз в 1925 году
оно стало называться «Бюро по генетике и евгенике», в 1929 году — «Бюро по генетике». В 1930 году Бюро было выделено как самостоятельное учреждение в связи с реорганизацией АН СССР и получило название «Лаборатория генетики АН СССР».
В 1930 году после смерти Ю. А. Филипченко лабораторию возглавил Н. И. Вавилов, а в 1933 году лаборатория была преобразована в Институт генетики АН СССР, который переехал в Москву в 1934 году. Ядро нового института сформировали ученики Ю. А. Филипченко: Т. К. Лепин, Я. Я. Лус, Ю. А. Керкис, Н. Н. Медведев, М. Л. Бельговский, А. А. Прокофьева-Бельговская, Н. Н. Колесник. Для работы в институте были приглашены крупнейшие отечественные и зарубежные генетики: А. А. Сапёгин, М. С. Навашин, С. М. Гершензон, американский генетик Герман Мёллер (в будущем нобелевский лауреат) и болгарский генетик Дончо Костов. В Москве институт был размещён по адресу: Ленинский проспект, дом 33 (современное название улицы и нумерация дома). Оранжерейный корпус института и опытные поля находились на том месте, где в настоящее время находится ИОГен (ул. Губкина, дом 3). Н. И. Вавилов оставался директором института вплоть до своего ареста в 1940 году.
В 1941 году директором института назначен Т. Д. Лысенко, который находился в этой должности до 1965 года. В 1965 году Т. Д. Лысенко был освобождён от обязанностей директора Института генетики АН СССР, а сам институт был закрыт.

### Институт общей генетики АН СССР
В 1956 году в составе Института биофизики АН СССР Н. П. Дубинин организовал Лабораторию радиационной генетики.
В апреле 1966 года на базе лаборатории радиационной генетики и трёх лабораторий бывшего Института генетики был организован Институт общей генетики АН СССР, первым директором которого (1966—1981 гг.) стал академик Н. П. Дубинин. В 1976 году институт получил новое здание, построенное по адресу: улица Губкина, дом 3. Автором и главным архитектором проекта здания был Леонид Аронович Яковенко.
Первый директор ИОГена, академик Н. П. Дубинин, внёс огромный вклад в восстановление генетики в СССР после эпохи Лысенко, также он успешно занимался популяризацией генетики. Однако для него был характерен авторитарный стиль управления, что с годами привело к конфликту с возглавляемым им институтом. В 1980 году в Отделение общей биологии АН СССР поступило коллективное письмо от большого числа научных сотрудников ИОГен, сообщавшее о нежелании работать под руководством академика Н. П. Дубинина. В 1981 году на очередных выборах директора ИОГен в Отделении общей биологии АН СССР кандидатура Н. П. Дубинина на пост директора не прошла голосование с четырьмя голосами «за» и двадцатью «против». После этого Н. П. Дубинин был освобождён от должности директора ИОГен АН СССР.
В 1981—1988 годах директором института был вице-президент ВАСХНИЛ и академик АН УССР А. А. Созинов. Под его руководством институт был в значительной степени модернизирован: часть лабораторий была закрыта, часть лабораторий была реструктурирована, в составе института появились новые лаборатории, возглавленные приглашёнными извне учёными. В 1983 году институту было присвоено имя Н. И. Вавилова. К столетию Н. И. Вавилова в 1987 году в институте открыт мемориальный кабинет-музей академика Н. И. Вавилова.
В 1988—1991 годах должность директора занимал член-корреспондент РАН С. В. Шестаков. В 1990 году по его инициативе был организован Учебно-научный центр по генетике ИОГен и кафедры генетики и селекции МГУ, что позволило привлечь к преподаванию многих сотрудников института. Это был один из первых учебно-научных центров в Академии. В 1990 году на базе отдела молекулярно-генетических проблем ИОГен был создан новый академический институт — Институт биологии гена, директором которого стал Г. П. Георгиев, бывший двумя годами ранее в 1988 году альтернативным кандидатом на должность руководителя ИОГен.

### Институт общей генетики имени Н. И. Вавилова РАН
Первые 14 лет постсоветского периода (1992—2006 гг.) директором ИОГена был академик Ю. П. Алтухов. В 2005 году у института появился филиал в Санкт-Петербурге на базе Санкт-Петербургского государственного университета. Этот филиал является одним из примеров академического подразделения в университете, он состоит из трёх лабораторий: лаборатории генетики и биотехнологии растений, лаборатории генетического моделирования болезней человека, лаборатории мутагенеза и генетической токсикологии.
В 2006 году директором был избран Н. К. Янковский, ставший в 2008 году член-корреспондентом РАН. Как и другие институты РАН, в 2006—2008 годах институт претерпел 20 % сокращение штатов научных сотрудников в связи с соответствующим постановлением правительства. Помимо этого в эти годы была проведена модернизация института, в результате которой были реструктурированы и даже расформированы несколько лабораторий. Освободившиеся научные ставки были переданы вновь созданным подразделениям, для руководства которыми были приглашены учёные с высокими публикационными показателями, которые смогли привлечь дополнительное внебюджетное финансирование. Проведённая реформа создала напряжённость в коллективе института, поэтому во время очередных выборов директора, состоявшихся в 2011 году, кандидатура Н. К. Янковского не была поддержана общим собранием сотрудников института (против проголосовали две трети). Несмотря на это, Президиум РАН оставил его на своей должности. По завершении второго срока директора в 2016 году Н. К. Янковский перешёл на должность научного руководителя ИОГен РАН, а директором института стал доктор биологических наук А. М. Кудрявцев.
С 24 января 2024 года обязанности директора Института стал исполнять доктор биологических наук А. В. Мисюрин. Причиной смещения А. М. Кудрявцева стало вызвавшее недовольство общественности публичное продвижение им креационистской идеи, что причиной многих генетических болезней человека является первородный грех.